# Dungeness (cap)
Pour les articles homonymes, voir Dungeness.
Ne doit pas être confondu avec Pointe Dungeness.
Dungeness est un cap situé sur la côte du Kent, en Angleterre. Le cap et le hameau de Dungeness font partie de la paroisse civile de Lydd.
Le cap est formé en grande partie d'une plage de galets qui abrite une vaste étendue de terre basse, Romney Marsh.
Au large de ce cap a eu lieu la bataille du cap Dungeness en septembre 1666.
La centrale nucléaire de Dungeness est implantée sur le site depuis les années 1960. 

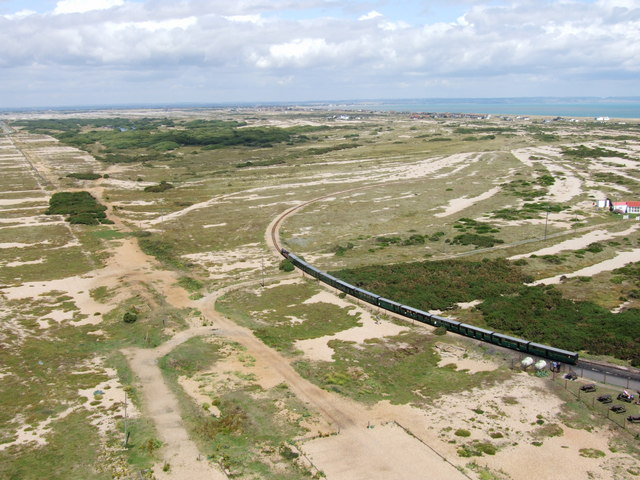
Train à vapeur du Romney, Hythe and Dymchurch Railway quittant la gare de Dungeness située à l'extrémité du cap vu depuis le haut du phare de Dungeness.